# INPOL
INPOL (Informationssystem der Polizei) war ein 1972 eingeführtes und bundesweit einheitliches polizeiliches Informationssystem der deutschen Landespolizeien. 2003 wurde es von der Weiterentwicklung INPOL-neu abgelöst. INPOL diente als informationstechnisches Verbundsystem von Bund und Ländern.

## Entwicklungsgeschichte
INPOL entstand aufgrund des Beschlusses der Innenministerkonferenz vom 28. Januar 1972 auf Basis einer BS1000-Architektur mit dem Bundeskriminalamt als Zentralstelle und wurde durch die Neufassung des BKA-Gesetzes vom 28. Juli 1973 rechtlich abgesichert. Über Stand und weitere Planung von INPOL informierte behördenintern fortlaufend die vom BKA herausgegebene Publikation INPOLNACHRICHTEN.
1977 waren an den zentralen Rechner des BKA, der den gesamten Verbundbetrieb vermittelte, ca. 350 „Datenendstationen“ (Terminals) direkt angeschlossen: das BKA selbst sowie die Länder Bremen, Saarland und Baden-Württemberg (nur für die Fahndung). Die übrigen Länder unterhielten eigene Landesrechner, an die zu diesem Zeitpunkt ca. 450 Terminals angeschlossen waren, insgesamt waren damit ca. 800 Terminals an INPOL angeschlossen. Das kabelgebundene Leitungsnetz umfasste damals rund 60.000 km, über das täglich etwa 1,5 Mio. Transaktionen abgewickelt wurden. Die durchschnittliche Antwortzeit im Bereich der „Sofortauskünfte“ (Zentraler Personenindex, Fahndungs- und Haftdaten) lag zwischen 4 und 6 Sekunden. Im Gegensatz dazu galten für den Bereich „Recherchen zur Sachbearbeitung“ (Personen-, Institutionen-, Objekte- und Sachen-Datenbank, Fundstellen, Daktyloskopie, Strafverfahren, Straftaten-/Straftäterdatei) Auskunftszeiten von Minuten und Stunden als hinnehmbar. Für 1976 gab das BKA an, mit INPOL sei es möglich gewesen, „erstmals (...) über 100.000 Fahndungsfälle zu erledigen“.
Nachfolger ist die Weiterentwicklung INPOL-neu, die bereits in den 1990er Jahren begonnen wurde. Es wurde notwendig, da auf die Datenbanken nur noch mit Emulationen zugegriffen werden konnte.

## Abfrageberechtigungen und -inhalte
Abfrage- und auskunftsberechtigt waren
- Bundeskriminalamt
- Bundespolizei
- Landespolizeien
- Zollbehörden

Zentraler Bestandteil des INPOL waren die KAN-bezogenen Gruppen:
- E-Gruppe (Erkennungsdienstliche Behandlungen)
- H-Gruppe (Haftdaten)
- U-Gruppe (Strafanzeigen gegen die Person mit Tattag, Mittätern, Aktenzeichen und aktenführender Dienststelle)
- L-Gruppe (Leibesbeschreibung)
- und andere Gruppen

mit ihren jeweiligen Gruppenbesitzern (wie Polizeidienststelle), Personen-Nummern und Aussonderungsprüfterminen.
INPOL diente vor allem dem Abgleich von Personen- und Gegenstandsdaten bei Fahndungen, der Zuordnung von Kriminalakten sowie der Eigensicherung im Sicherungsangriff.